# Sonntagsschule

Sonntagsschule der Baptistengemeinde Jever, 1920

Die Sonntagsschule dient in vielen, vor allem protestantischen, Kirchen der sonntäglichen Katechese von Kindern und – seltener – Jugendlichen oder Erwachsenen. Sie hat sich heute häufig zum sogenannten Kindergottesdienst entwickelt.
Ursprünglich vermittelte die Sonntagsschule nicht nur religiöses Wissen, sondern half auch bei der Alphabetisierung unterprivilegierter Schichten. Diese Funktion hat sie bis heute noch in manchen Ländern.

## Geschichte

### Ursprünge

Robert Raikes, Begründer der Sonntagsschule

Gründungsdatum der ersten Sonntagsschule war das Jahr 1780. Der englische Zeitungsverleger und Sozialreformer Robert Raikes (1735–1811) begann, am Sonntagmorgen in einem Elendsviertel von Gloucester verwahrloste Kinder anhand der Bibel im Schreiben und Lesen zu unterrichten. Seine eigentliche Absicht war es, die Kinder zum christlichen Glauben zu erziehen. Die Sonntagsschule breitete sich in England und kurze Zeit später in Amerika schnell aus und gehörte alsbald zum festen Programmangebot der meisten Kirchen und der Freikirchen. Im Jahr 1803 wurde in London eine interdenominationelle Sonntagsschulunion gegründet.

### Deutschland

Tagebucheintrag Onckens

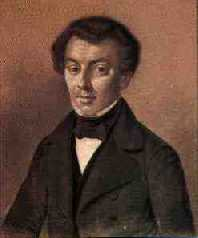
Johann Gerhard Oncken, Begründer der deutschen Sonntagsschularbeit

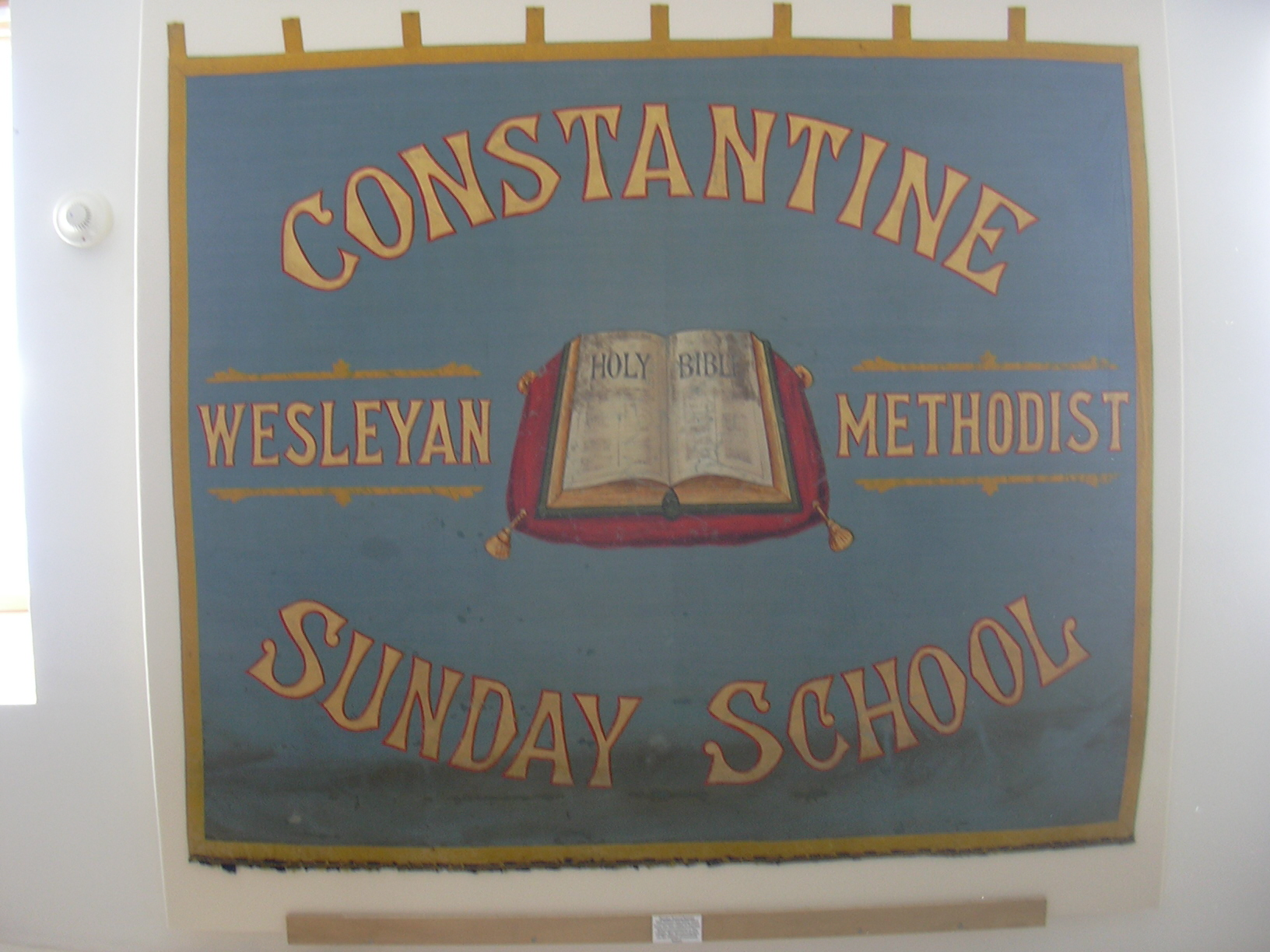
Banner einer methodistischen Sonntagsschule

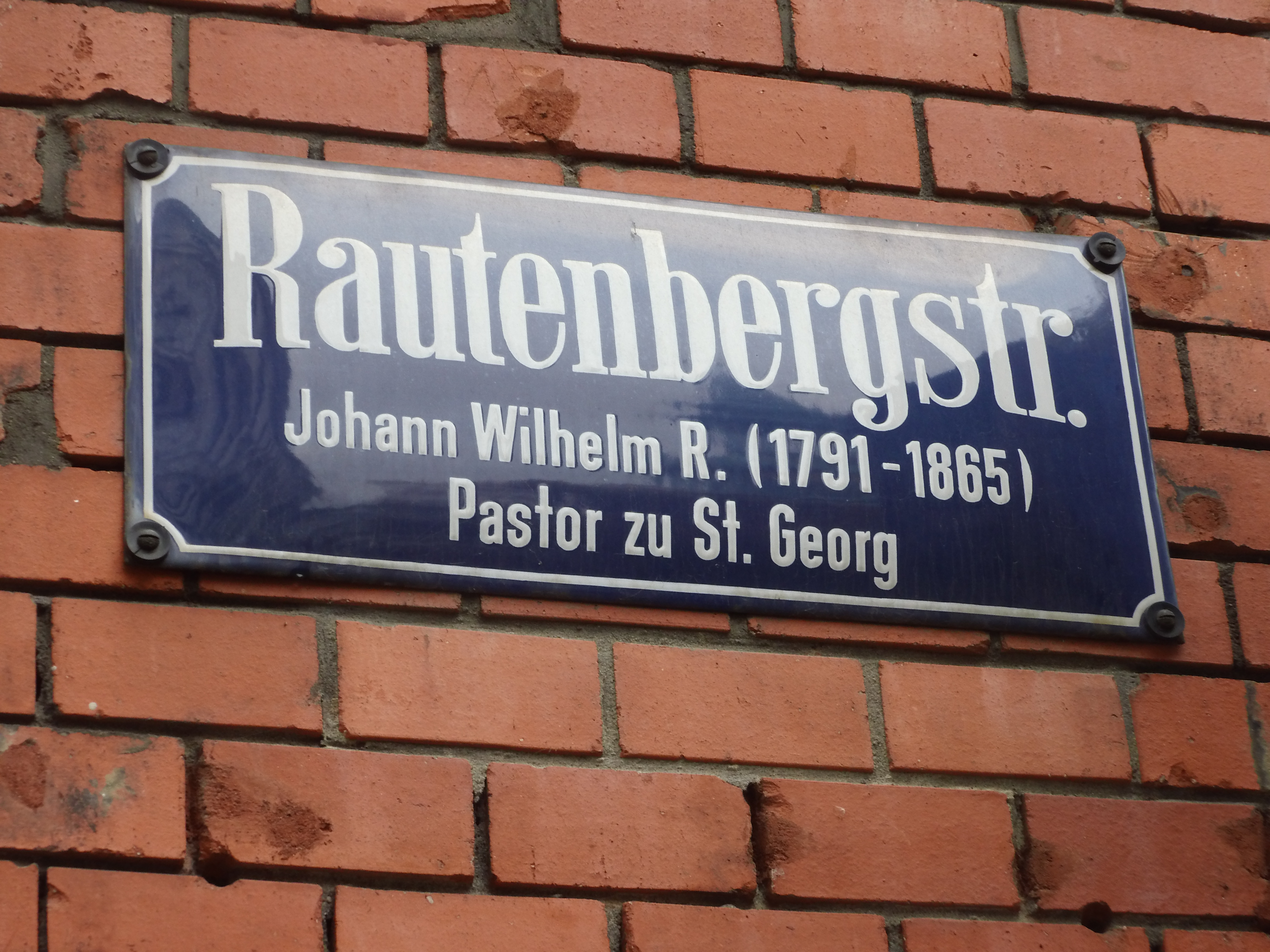
Straßenschild im Hamburger Stadtteil St. Georg; es erinnert an Pastor Rautenberg

Bereits am 9. Dezember 1790 ordnete das Hamburger Armenkollegium in einem Rundschreiben an die „Herren Armenpfleger“ die Einrichtung einer Abend- und Sonntagsschule für solche Armenkinder an, „die wegen andern Broterwerbs die Spinnanstalt nicht besuchen können“. Geplant war, die Kinder „jeden Abend von 5 bis 8 Uhr im Lesen, in der Religion, im Schreiben und im Rechnen, wie auch am Sonntage von 11 bis 12, oder von 2 bis 4 Uhr, in der Religion“ zu unterrichten. Ob diese Abend- und Sonntagsschule ihre Arbeit aufgenommen hat, ist allerdings anhand der vorliegenden Quellen nicht zu klären.
In Bayern wurde 1803 die Sonntagsschule eingeführt.
1813 wurde in der Umgebung von Weimar eine Sonntagsschule eingerichtet. „Waisenvater“ Johannes Daniel Falk, der durch die napoleonischen Kriegszüge verwaiste Kinder in seinem Haus aufnahm, und Stiftsprediger Karl Friedrich Horn aus Weimar gründeten die philanthropische Vereinigung Gesellschaft der Freunde in der Not. Die Vereinigung mit Stätten in Wiegendorf, Isserstedt, Umpferstedt, Schwabsdorf und wo sonst neben Näh-, Spinn- und Strickschulen auch eine Sonntagsschule ist damit manchen verwilderten oder verlassenen Kindern zur Erlernung von nützlichen Hantierungen und Gewerben behilflich gewesen. Anlass dieser Gründung waren die für die Bevölkerung dieses Landstrichs verheerenden Begleiterscheinungen der Schlacht bei Großgörschen. Die Sonntagsschule zählte rund 100 Zöglinge.
Graf Adalbert von der Recke-Volmerstein, Stifter der Rettungsanstalten zu Düsselthal und Overdyck, regte in einer Denkschrift aus dem Jahr 1820 den Aufbau von „Sonntagsschulen in den Städten und auf dem Lande“ an. Seine Sorge galt vor allem den „ganz oder halb verwaisten Verbrecher- und Vagabundenkindern beiderlei Geschlechts“.
Der entscheidende Durchbruch der Sonntagsschularbeit gelang allerdings erst 1825. In diesem Jahr erfolgte – inspiriert durch den aus Varel stammenden Kaufmann und späteren Gründer der kontinentaleuropäischen Baptistenkirche Johann Gerhard Oncken – die Gründung der Sonntagsschule Hamburg-St. Georg. Oncken hatte die Idee aus England mitgebracht, wo er einige Jahre als Kaufmann tätig gewesen war. Umgesetzt wurde diese Idee allerdings von dem evangelisch-lutherischen Pastor Johann Wilhelm Rautenberg, der die Anfänge und Aufgabenstellung der Sonntagsschule so beschrieb:
„[…] Deshalb nahm ich es denn als eine Weisung von oben, als im Sommer 1824 von dem [Sonntags-]Schulverein in London durch den hier befindlichen Agenten der dortigen Kontinentalgesellschaft [zur Verbreitung der Heiligen Schrift], Herrn J. G. Oncken, an mich die Aufforderung erging, eine Sonntagsschule zu errichten und mir zugleich eine Beihilfe von zehn Pfund für die Gründung derselben mit der liebevollsten Bereitwiliigkeit versprochen wurde […] Zweck der zu stiftenden Sonntagsschule [soll sein]:“
1. „Kinder beiderlei Geschlechts vom Anfang des sechsten Lebensjahres an, welche wegen Armut ihrer Eltern oder Pflegeeltern die Wochenschule nur sparsam oder gar nicht besuchen, bilden die Schüler der Anstalt. Wollen indes auch minder dürftige Eltern, ungeachtet sie ihre Kinder fleißig und unausgesetzt zur Wochenschule halten, diese dennoch an dem Unterricht in der Sonntagsschule teilnehmen lassen, so ist sie auch ihnen offen.“
2. „Der Unterricht beschränkt sich auf die Lesekunst und die Erkenntnis der Schrift, bei dem Religionsunterricht werden außer der Bibel der Kleine Katechismus Luthers und das Gesangbuch benutzt.“
3. „Die Mühe des Unterrichts übernehmen christliche Freunde der Sache gratis, wozu sie sich natürlich auch die Erlaubnis und Approbation der kompetenten Schulbehörde erbitten.“
4. „Zwei oder drei Stunden sonntäglich sind dem eigentlichen Unterricht bestimmt, wobei die Einrichtung so getroffen wird, dass die Kinder vom Besuch des öffentlichen Gottesdienstes durchaus nicht abgehalten werden; vielmehr werden die Lehrer und Lehrerinnen sie dazu auf das ernstlichste anhalten.“
5. „Die verhältnismäßig geringen Kosten der Anstalt werden aus milden Gaben bestritten, die auf dem Wege einer Privatsubskription zusammenzubringen sind.“
6. „Der Zweck dieser Schule ist nach dem Gesagten klar. Sie will den Armenschulen zur Seite stehen, zur gewissenhaften Benutzung derselben Kinder und Eltern ernstlich ermahnen; Lücken, welche diese unvermeidlich lassen, bestens ausfüllen, und vielen verwahrlosten Kindern, die auch bei der besten Organisation eines möglichen Schulzwanges nicht hinreichend in die Wochenschulen zu bringen sind, mindesten das eine Notwendige mitteilen, die Erkenntnis Gottes und ihres Heilandes. Und dann will sie all ihren Zöglingen den heiligen Sonntag, der leider für unsere häufig sich selbst überlassene Jugend nur zu oft ein Sündentag wird, wirklich zu einem Tag des Herrn machen.“

Die Hamburger Sonntagsschule wurde zur Keimzelle der von Johann Hinrich Wichern begründeten Inneren Mission und des Kindergottesdienstes.
1826 stellte Oncken in Bremen einen Antrag an die Wittheit, den erweiterten bremischen Senat, Sonntagsschulen für arme Kinder nach der Weise derer einzurichten, wie sie unter der Leitung des Predigers Rautenberg zu St. Georg zu Hamburg […] bestehen. Dieser Antrag wurde abgelehnt. Der spätere Versuch des Kaufmanns Bröckelmann, in Bremen eine Sonntagsschule zu gründen, war dann schließlich erfolgreich. Auch in Berlin (Pfarrer Stobwasser) und Dresden (Oberhofprediger Dibelius) entstanden Sonntagsschulen, die allerdings von ihrer Form her eher am Gottesdienst der Kirche als am Schulunterricht orientiert waren.
Die Staatskirche und die staatlichen Organe begegneten der Sonntagsschularbeit zunächst sehr kritisch, sogar feindselig. In Hamburg kam es sogar zur zeitweiligen polizeilichen Überwachung des Unterrichts. Erst auf dem Stuttgarter Kirchentag 1869 wurde die Sonntagsschularbeit kirchlich offiziell anerkannt. Da ihr Schwerpunkt jedoch zunehmend zur Feier eines kindgemäßen Gottesdienstes tendierte, erhielt sie für den staatskirchlichen Bereich die Bezeichnung „Sonntagsschule als Kindergottesdienst“. Auf dem Sonntagsschulkongress in Bremen 1882 wurde für den Bereich der evangelischen Volkskirchen der Begriff „Sonntagsschule“ durch „Kindergottesdienst“ ersetzt. Die Freikirchen (Baptisten, Evangelisch-methodistische Kirche u. a.), die Neuapostolische Kirche sowie die Christadelphians haben jedoch bis in die Gegenwart den Begriff „Sonntagsschule“ beibehalten. Die Siebenten-Tags-Adventisten führen den Begriff Kindersabbatschule, da sie nicht sonntags, sondern sabbats (samstags) Gottesdienst feiern. Heute findet allerdings auch hier die Bezeichnung „Kindergottesdienst“ immer stärker Eingang, neuerdings auch der Begriff „Kinderkirche“.
In Berlin gründete Ludwig Burmeister 1891 eine Verlagsbuchhandlung für Sonntagsschul-Literatur. Unter der Firmenbezeichnung Deutsche Sonntagsschul-Buchhandlung, Berlin, erfolgte eine Reihe von Veröffentlichungen für die Sonntagsschule bzw. den Kindergottesdienst wie
- Kalender für Deutsche Christenkinder auf das Jahr 1896[11]
- Zeugen Gottes aus allerlei Volk. Eine Sammlung von zehn Lebensbildern aus der Mission, 1900[12]
- Kalender für deutsche Christenkinder auf das Jahr 1902[13],
- Ernst Moritz Arndt. Ein Büchlein für deutsche Christenkinder zur Erinnerung an die 50jährige Wiederkehr seines Todestages am 29. Januar 1910[14]
- Lebens- und Charakterbilder des Alten Testaments, 1911[15]
- Gesangbuch für evangelische Kindergottesdienste, 1916[16]
- Das Leben Jesu,  2. Auflage 1919[17]
- Allerlei Bilder aus einem Helferkreis, o. J.[18]

Überdies erschien seit 1893 eine illustrierte Kinderzeitung unter dem Titel Sonntagsbote für die Jugend.

## Hymne

„Nickendes Negerlein“ – Sammelbüchse für das Sonntagsschul-Missionsopfer

Zu den bekanntesten Sonntagsschulliedern im deutschen Sprachraum gehörte die sogenannte Sonntagsschulhymne, die häufig zu Beginn oder zum Abschluss der Veranstaltung gesungen werden musste; hier die drei Strophen:
Die Sonntagsschul ist unsere Lust

Die Sonntagsschul’ ist unsre Lust / und wird es immer mehr;

sie bringt uns, was wir nicht gewusst, / in süßen Stunden her.

Die Wahrheit aus der reinsten Quell / und Jesu Liebe klar und hell.

Man lehrt uns lieben, aufwärts schaun / und auf den HERRN vertrau’n.

[Refrain:] Singet, daß es laut erschallt / und Erd’ und Himmel widerhallt:

Hosianna, Hosianna, Hosianna sei dem Gotteslamm!

Wir danken, liebe Lehrer, euch / für eure Sorg und Müh’!

Ihr führt uns zu dem Himmelreich / in unsrer Jugend früh.

Und zieh’n wir aus dem Vaterhaus / einst in die weite Welt hinaus,

so führ’ uns euer treuen Rat / stets auf dem Lebenspfad.

[Refrain:]

Wie schön ist’s doch, wenn wir geschart / um unsern Prediger,

wie junge Lämmer, fein und zart / um ihren Hirten her!

Wir hören seine Stimme gern / und folgen mit ihm unserm Herrn.

Wie wird’s erst in dem Himmel sein! / O Herr, bring uns hinein.

[Refrain:]

## Sonntagsschulen für Erwachsene
In vielen Ländern weltweit bieten Kirchen auch eine Sonntagsschule für Erwachsene an. Sie finden meist vor den Gottesdiensten statt.

## Bekannte Lehrer und Schüler
Zu den bedeutenden Personen, die sich gegenwärtig als Sonntagsschullehrer engagieren, gehört der vormalige US-Präsident Jimmy Carter. An den von ihm gestalteten Sonntagsschulstunden für Erwachsene, die in seiner Heimatgemeinde, der Maranatha Baptist Church in Plains (Georgia), stattfinden, nehmen jährlich bis zu 12.000 Schüler teil. Zu den bekanntesten deutschen Sonntagsschülern zählt der ostfriesische Komiker Otto Waalkes, dessen Mutter Adele Waalkes Mitglied der Emder Baptistengemeinde war und die ihren Sohn regelmäßig zum Sonntagsschulunterricht schickte.
Lehrer und Schüler waren (Auswahl):
| - James Baldwin - Adolf Damaschke - Peter Dienel | - Hans-Liudger Dienel - Henry Dunant - Gretchen Dutschke-Klotz - Aretha Franklin | - Hans Luckey - Mahalia Jackson - Martin Luther King | - Bernhard Mann - Johannes Rau - Karl Retzlaw | - Charles Haddon Spurgeon - Rudolf Thaut |

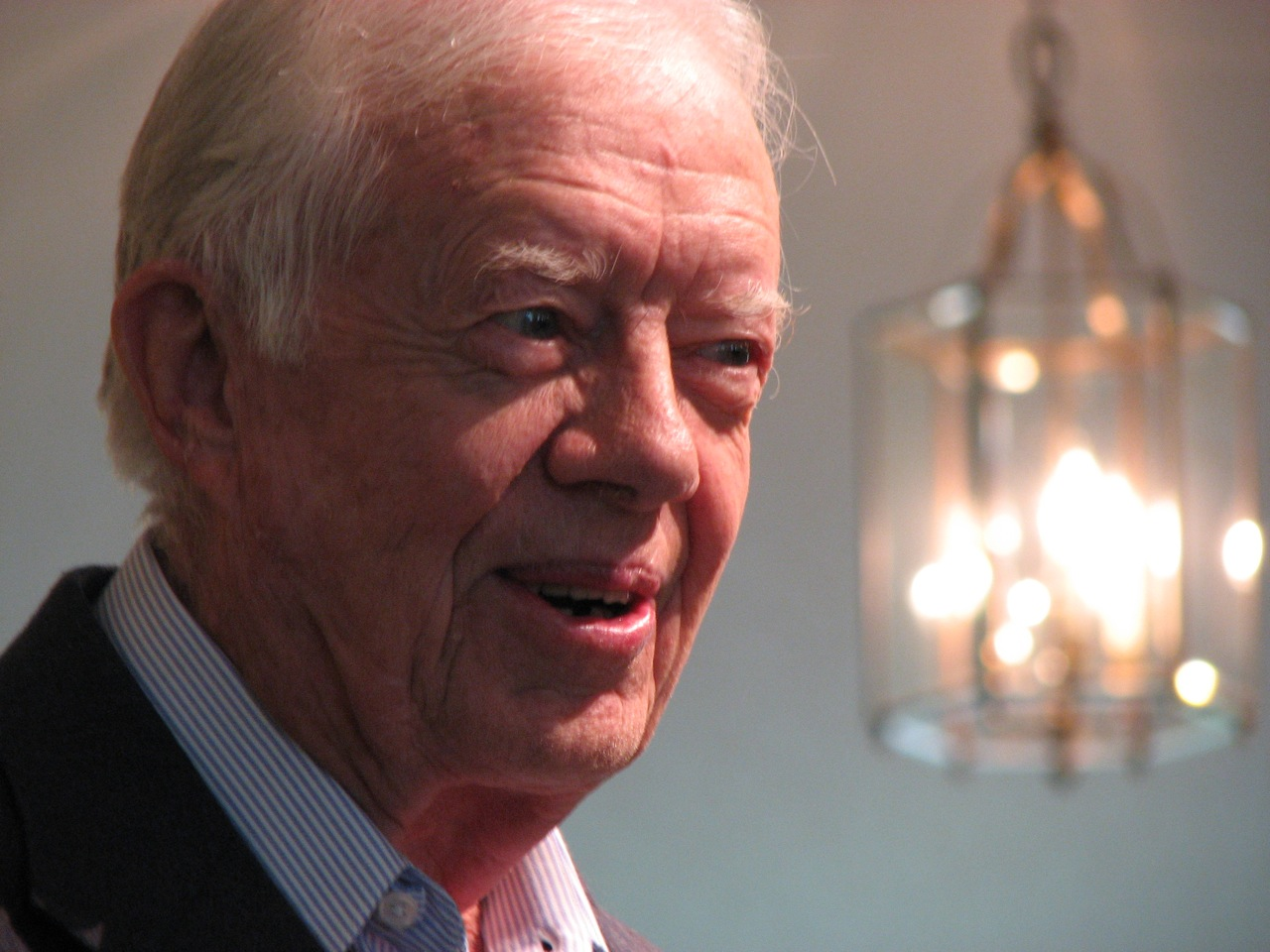
Jimmy Carter (US-Präsident), Lehrer
Adolf Damaschke (Bodenreformer), Schüler
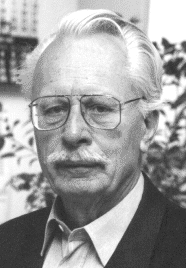
Peter Dienel (Soziologe), Schüler und Lehrer
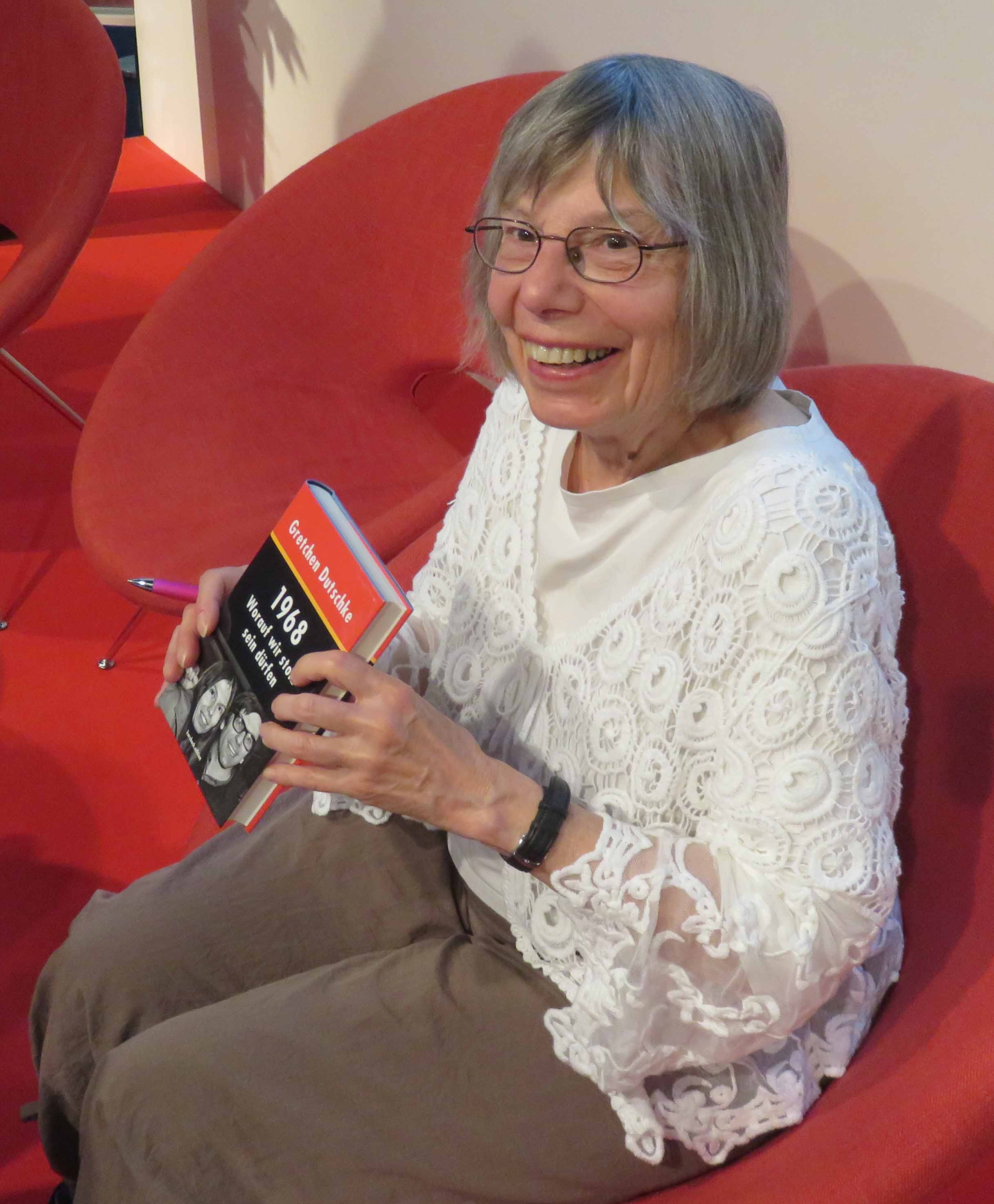
Gretchen Dutschke-Klotz (1968er-Aktivistin, Autorin), Schülerin
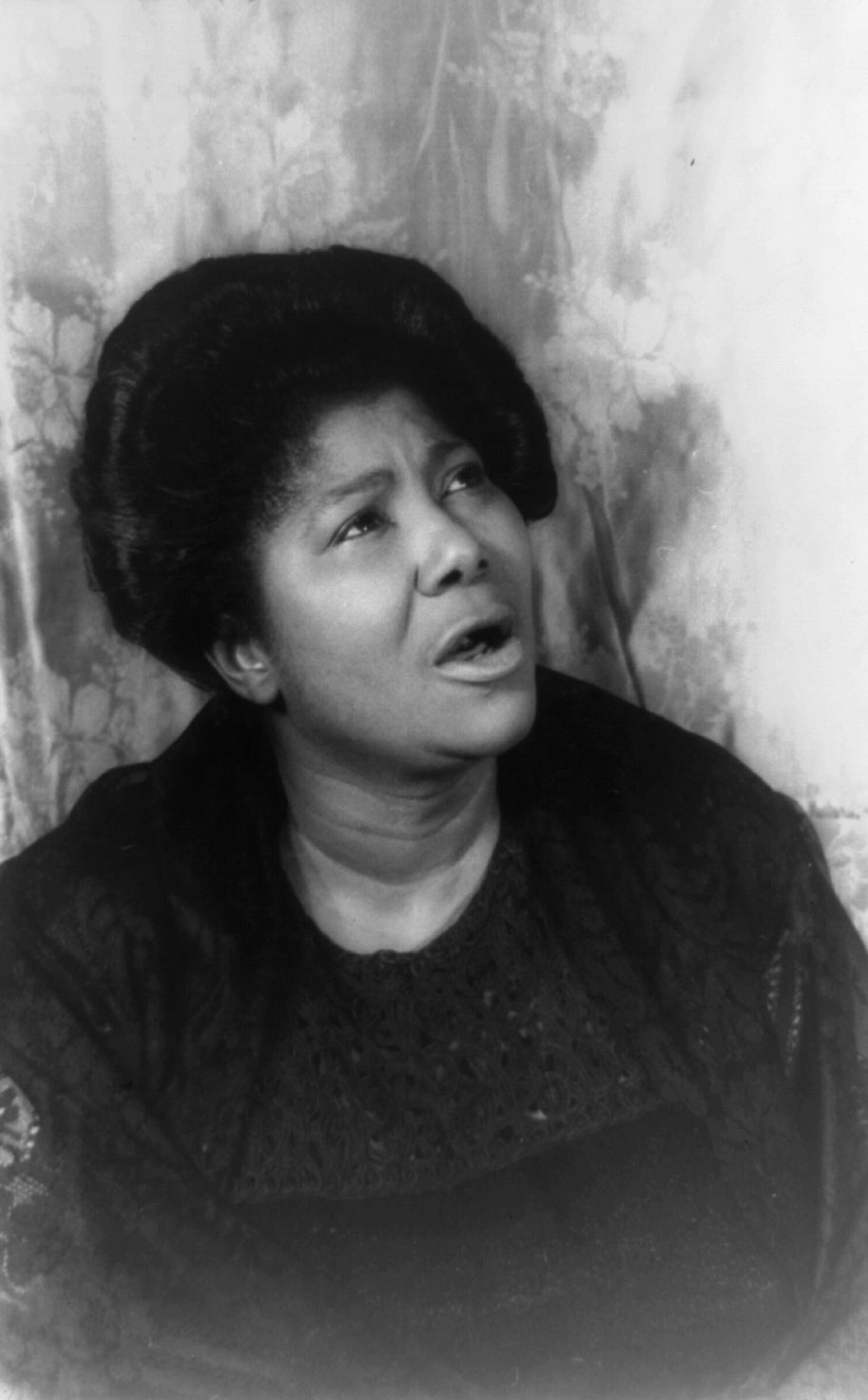
Mahalia Jackson (Sängerin), Schülerin
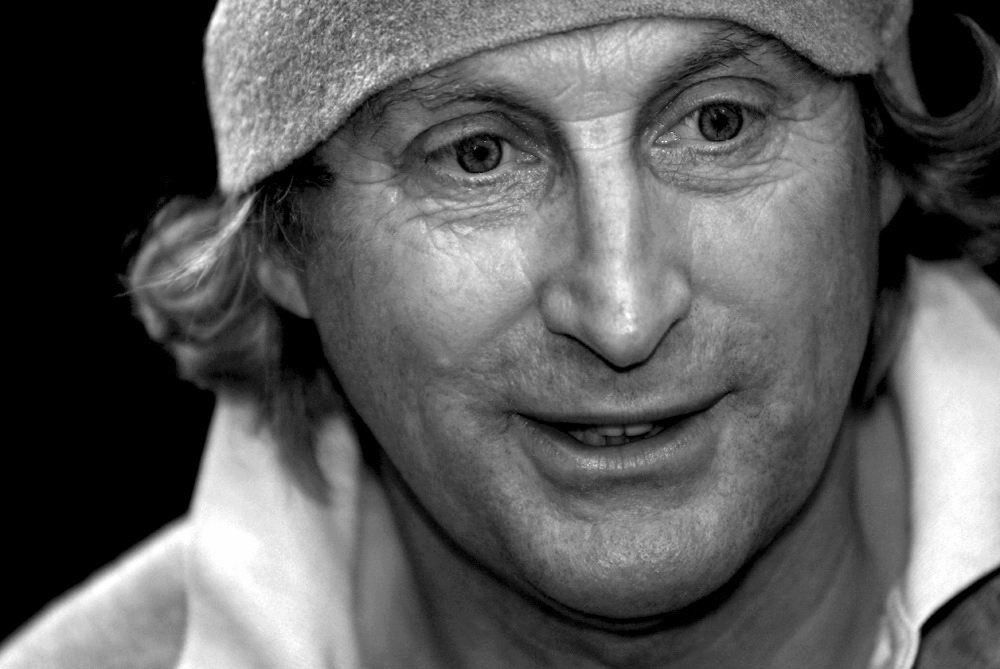
Otto Waalkes (Komiker), Schüler